# حزب الشعب الألماني (1868)
حزب الشعب الألماني (بالألمانية: Deutsche Volkspartei) (دويتشه فولكسبارتي) تأسس عام 1868، تألف من عناصر ديموقراطية من البرجوازية الصغيرة، وجزئياً من البرجوازية، في الدويلات الألمانية الجنوبية بصورة رئيسة. كان الحزب يؤمن بالديمقراطية الليبرالية، وعارض إقامة زعامة بروسيا في ألمانيا ودافع عن خطة ما يسمى «ألمانيا الكبرى» التي كان يجب أن تضم بروسيا والنمسا على السواء. روج الحزب لفكرة إقامة دولة ألمانية إتحادية وعارض توحيد ألمانيا بشكل جمهورية ديموقراطية ممركزة موحدة. في عام 1866، انضم حزب الشعب الساكسوني الذي كان يشكل العمال نواته الأساسية إلى حزب الشعب الألماني. كان هذا الجناح اليساري يشاطر حزب الشعب سعيه إلى حل مسألة توحيد البلاد بالسبيل الديموقراطي؛ وقد اشترك في تأسيس حزب العمال الاشتراكي-الديموقراطي الألماني في آب/أغسطس 1869. كان للحزب جريدة (غير رسمية) تدعى: فرانكفورتر زيتونج  (Frankfurter Zeitung)، وفي عام 1910 تم حلّ الحزب